# Binter Canarias
Binter Canarias S.A. é uma companhia aérea com base em Gran Canaria, Espanha. É uma companhia aérea regional operando voos inter-ilhas e internacionais. O seu aeroporto base é o Aeroporto Internacional de Gran Canaria.
Em Portugal assegura desde 5 de junho de 2018 a rota aérea de serviço público entre a Madeira e a ilha vizinha do Porto Santo, na Região Autónoma da Madeira.

## História

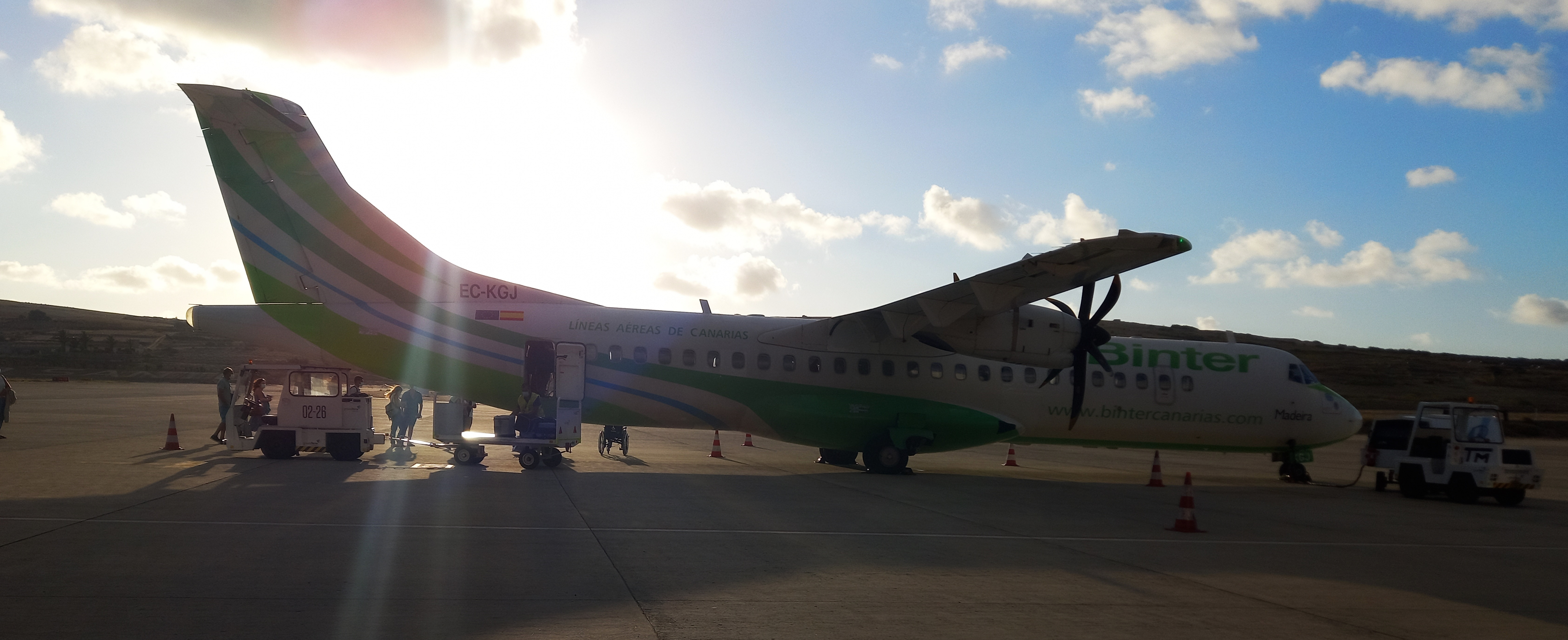
ATR-72-500 da Binter Canarias na Ilha do Porto Santo.

A companhia aérea foi fundada em 18 de fevereiro de 1988 e iniciou suas operações em 26 de março de 1989. Foi constituída como uma subsidiária da Iberia. A Binter Canarias começou a operar como companhia aérea regional e atualmente é a única a operar nos oito aeroportos das Canárias. A Binter também opera conexões com Marrakech, Dakar, Aaiun na África; Madeira e Lisboa em Portugal; Sal em Cabo Verde; e Vigo e Mallorca na Espanha. A companhia aérea também atende a África: opera voos regulares para Marrakech e Casablanca no Marrocos e Laayoune no Saara Ocidental, juntamente com voos charter para Nouadibou e Nouakchott na Mauritânia.
No final de 1999, a SEPI (holding estatal espanhola da Iberia) implementou a privatização da Binter Canarias, mas manteve uma "golden share", permitindo-lhe autorizar qualquer futura participação acionária superior a 25%. No entanto, a companhia aérea era detida a 100% pela Hesperia Inversiones Aéreas, que a comprou em Julho de 2002. Em 2003, a Binter Canarias, SAU foi absorvida pela Hesperia Inversiones Aéreas, SA, que assumiu o nome de Binter Canarias, SA. É agora propriedade da Ilsamar Tenerife (49,81%), Ferma Canarias Electrica (10,44%), Agencia Maritima Afroamericana (10,11%), Flapa (10%) e outras (19,6%) e tem 406 funcionários. A Binter possui escritórios de vendas, Binter Vende, nos aeroportos e, desde 2005, o serviço de apoio em terra é prestado pela Atlántica Handling. Desde janeiro de 2008, o serviço de assistência técnica para aeronaves Binter é prestado pela BinterTechnic.
Alguns dos proprietários da Binter Canarias decidiram comprar Navegacion y Servicios Aéreos Canarios (NAYSA) e transferir alguns aviões da Binter para a NAYSA a fim de reduzir custos e aumentar os benefícios.

Em 2016, a companhia aérea fechou um acordo para mais seis aeronaves ATR 72-600, elevando os compromissos totais para o tipo para 18. Eles substituirão as aeronaves ATR 72-500. Na primavera de 2018, a Binter decidiu fundir a Navegacion y Servicios Aéreos Canarios (NAYSA) em suas próprias operações e, portanto, devolveu o certificado de operador aéreo da NAYSA. Desde então, todas as operações anteriores da NAYSA fazem parte das operações de Binter. Desde o final de 2017, a Binter Cabo Verde assumiu voos inter-ilhas após a sua descontinuação dos seus voos pela TACV em 1 de agosto de 2017, uma vez que a TACV estava em processo de reestruturação e privatização. A Binter CV estabeleceu uma parceria cobrindo os serviços internacionais da TACV, permitindo que a TACV ofereça conexões para destinos domésticos e buscará fortalecer as conexões inter-ilhas. Em 2018 iniciou a operação regional entre as ilhas Madeira e Porto Santo, no arquipélago da Madeira.

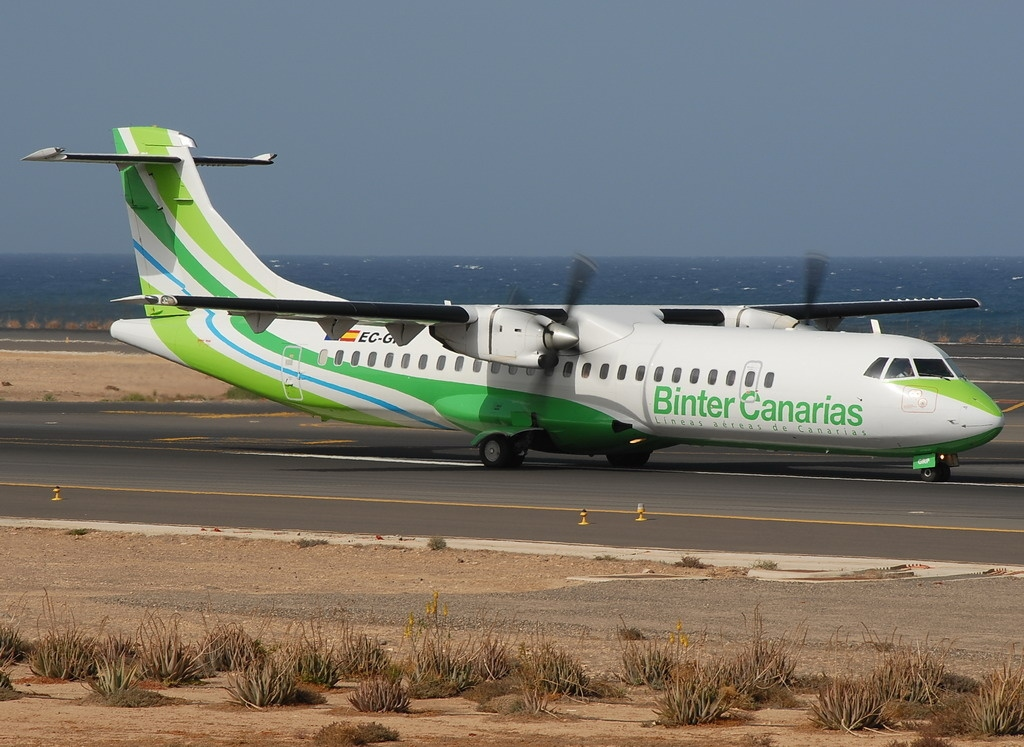
ATR72-200 da Binter Canarias.

## Destinos
| País/Região             | Cidade            | Aeroporto                                  | Notas |
| ----------------------- | ----------------- | ------------------------------------------ | ----- |
| Espanha/ Ilhas Canárias | Valverde          | El Hierro Airport                          |       |
| Espanha/ Ilhas Canárias | Fuerteventura     | Fuerteventura Airport                      |       |
| Espanha/ Ilhas Canárias | Gran Canaria      | Gran Canaria Airport                       | Hub   |
| Espanha/ Ilhas Canárias | La Gomera         | La Gomera Airport                          |       |
| Espanha/ Ilhas Canárias | La Graciosa       | Graciosa Airport                           |       |
| Espanha/ Ilhas Canárias | La Palma          | La Palma Airport                           |       |
| Espanha/ Ilhas Canárias | Lanzarote         | Lanzarote Airport                          |       |
| Espanha/ Ilhas Canárias | Tenerife          | Tenerife North Airport                     | Hub   |
| Espanha/ Ilhas Canárias | Tenerife          | Tenerife South Airport                     |       |
| Espanha                 | Asturias (Oviedo) | Asturias Airport                           |       |
| Espanha                 | Jerez             | Jerez Airport                              |       |
| Espanha                 | Madrid            | Adolfo Suárez Madrid–Barajas Airport       |       |
| Espanha                 | Murcia            | Región de Murcia International Airport     |       |
| Espanha                 | Palma de Mallorca | Palma de Mallorca Airport                  |       |
| Espanha                 | Pamplona          | Pamplona Airport                           |       |
| Espanha                 | Reus              | Reus Airport                               |       |
| Espanha                 | Santander         | Seve Ballesteros–Santander Airport         |       |
| Espanha                 | Vigo              | Vigo–Peinador Airport                      |       |
| Espanha                 | Vitoria-Gasteiz   | Vitoria Airport                            |       |
| Espanha                 | Zaragoza          | Zaragoza Airport                           |       |
| Cabo Verde              | Boa Vista         | Aristides Pereira International Airport    |       |
| Cabo Verde              | Maio              | Maio Airport                               |       |
| Cabo Verde              | Praia             | Nelson Mandela International Airport       |       |
| Cabo Verde              | Sal               | Amílcar Cabral International Airport       |       |
| Cabo Verde              | São Filipe        | São Filipe Airport                         |       |
| Cabo Verde              | São Nicolau       | São Nicolau Airport                        |       |
| Cabo Verde              | São Vincente      | Cesária Évora Airport                      |       |
| Portugal                | Lisbon            | Humberto Delgado Airport                   |       |
| Portugal                | Madeira (Funchal) | Cristiano Ronaldo International Airport    |       |
| Portugal                | Porto Santo       | Porto Santo Airport                        |       |
| France                  | Lille             | Lille Airport                              |       |
| France                  | Marseille         | Marseille Provence Airport                 |       |
| France                  | Toulouse          | Toulouse–Blagnac Airport                   |       |
| Morocco                 | Agadir            | Agadir–Al Massira Airport                  |       |
| Morocco                 | Casablanca        | Mohammed V International Airport           |       |
| Morocco                 | Marrakesh         | Marrakesh Menara Airport                   |       |
| Italy                   | Turin             | Turin Airport                              |       |
| Italy                   | Venice            | Venice Marco Polo Airport                  |       |
| Gâmbia                  | Banjul            | Banjul International Airport               |       |
| Senegal                 | Dakar             | Blaise Diagne International Airport        |       |
| Western Sahara          | Dakhla            | Dakhla Airport                             |       |
| Western Sahara          | El Aaiún          | Hassan I Airport                           |       |
| Mauritania              | Nouakchott        | Nouakchott–Oumtounsy International Airport |       |

## Frota
Em março de 2021.
- 23 ATR 72
- 04 E195 E2